# Église Saint-Charles-Borromée (Détroit)
L'église Saint-Charles-Borromée (St. Charles Borromeo Church) est une église catholique de la ville de Détroit, dans l'État du Michigan, aux États-Unis, inscrite au Registre national des lieux historiques du Michigan. Elle appartient à l'archidiocèse de Détroit et se trouve au coin de Baldwin Avenue et de St. Paul Avenue.

## Historique
Des immigrés catholiques belges installés dans les faubourgs de Gratiot et de Balwin, à l'est de la ville, sont à l'origine de la fondation de la paroisse dans les années 1850. Elle fait construire en 1866 une petite église de bois dédiée à saint Charles Borromée, mais la communauté s'agrandit rapidement avec l'arrivée de nouveaux venus d'Irlande, d'Allemagne ou du Canada francophone. Il y avait plus de trois mille paroissiens autour de 1920. Dans les années 1930, commencent à arriver dans le quartier des familles italiennes et syriennes catholiques.
Le bureau d'architectes Van Leyen & Schilling bâtit l'école paroissiale et la maison paroissiale en 1912. C'est en 1918 que l'édifice de l'église actuelle commence à être construit selon les plans de Peter Dederichs, qui avait déjà construit l'église Sainte-Marie. Celle-ci lui ressemble avec son fronton triangulaire en façade et son style néoroman italien de briques et de pierres. Elle est agrandie encore quatre ans après son achèvement.
La paroisse est aujourd'hui en moindre nombre, l'ancienne école paroissiale est louée à une Église protestante. Elle est desservie actuellement par un curé de l'ordre des Frères mineurs capucins.

## Architecture
L'ensemble architectural inscrit au National Register of Historic Places comprend quatre édifices, dont trois sont d'importance: l'église, la maison paroissiale et l'école. L'église est bâtie selon un plan en forme de croix latine de 92 pieds sur 180 pieds. Elle est de style néoroman italien avec des éléments Arts & Crafts (de la Prairie School). La façade est flanquée de deux tours asymétriques recouvertes de tuiles rouges. L'entrée se fait par trois arcs au-dessus desquels se trouve une grande rosace, rappelant celle de Sainte-Marie.
Le maître-autel est de style baroque avec un retable imposant à colonnes, et l'orgue est construit en deux structures pour laisser la place à la rosace.

## Source
- (en) Cet article est partiellement ou en totalité issu de l’article de Wikipédia en anglais intitulé « St. Charles Borromeo Roman Catholic Church (Detroit, Michigan) » (voir la liste des auteurs).